# Dengeleg
Dengeleg (Livada), település Romániában, Erdélyben, Kolozs megyében.

## Fekvése
Szamosújvártól délnyugatra, a Kis-Szamos mellett, Szamosújvár és Nagyiklód közt fekvő település.

## Története
'Dengeleg nevét 1246-ban Dengelegfölde néven említette először oklevél.
1320-ban Dengeleg, 1343-ban Denguleg, 1616-ban Dengeleg, 1587-ben Dengelyegh néven írták.
A település első ismert birtokosa 1320 előtt Csányi (Chani) Gela és fia Péter voltak, akik itteni örökségüket Szente-Mágócs nemzetségbeli Péternek, András, Simon, László, Lukács, Miksa, István és Dethkának adták át, akik őt a szűk időkben is kitartották. Ezután azok voltak birtokosai, és talán ők is alapították Dengeleget.
1319-ben Talpas András csányi nemes birtoka.
1320-ban egyik birtokosa Beke fia István, aki egyúttal bálványosi várnagy is volt.
1343-ban Kérőt a Dengeleghiek adják el, akik valószínűleg a Csányiak utódai.
1458-ban birtokosa Kecseti László és neje Farnosi Veres Dénes leánya Anna volt.
1459-ben Mátyás király Dengeleget Bánffy Dezső fiainak Lászlónak és Zsigmondnak adományozta.
1535-ben I. János király Kendi Ferencet, Mihályt és Antalt itteni részükben megerősíti, melyetPodvinyai Páltól birnak zálogban.
1555-ben I. Ferdinánd király hűtlenség bélyegén jószágvesztésre itélt Kecseti Menyhért itteni részét Nádasdy Tamás nádornak adományozza.
1576-ban Báthory István fejedelem a hűtlenségbe esett Radák László itteni részét - mivel a Bekes Gáspár táborában Szent Pálnál ellene harcolt német és magyar seregekkel s őket buzdította, 1571-ben a kolozsvári országgyűlésen hűtlenség bélyegén birtokát elvesztette - Kendy Sándornak adományozza, ki iránta hűséggel volt s őt a török udvarhoz is követségbe küldte.
1696-ban Dengeleget török hódoltság alatt lévő faluként említették.
1713-ban az elpusztult falvak közt sorolták fel, melynek földjét a szomszéd falvak művelték.
1726-ban birtokosai voltak Barcsai Gergelyné Naláczi Sára, Makrai Péterné Toldalagi Kata.
1755-ben Géczi Gergely és Vajda Pelina  itteni birtokán gyermekei: Mihály, Dávid László és Ilona osztoztak meg, Ilonának egy jobbágy egy fiával, Dávidnak két jobbágy fia és két elszökött jobbágy, Lászlónak egy jobbágy fiastól, Mihálynak egy jobbágy fiastól jutott.
1769-ben birtokosai voltak gróf Barcsay Ágnes, gróf Bánffy Dénesné, báró Korda György, gróf Bethlen János, Tholdalagi György, csik-szentmártoni Szabó Gábor, Tárcza Gábor és László, csákói Pap György, Szabó György és topliczai Szilágyi István gyermekei.
1910-ben 683 lakosából 47 magyar, 17 német, 615 román volt. Ebből 17 római katolikus, 615 görögkatolikus, 30 református, 17 izraelita volt.
A trianoni békeszerződés előtt Szolnok-Doboka vármegye Szamosújvári járásához tartozott.